# Franklin Sasere
Franklin Olanitori Sasere (* 27. Juni 1998 in Ondo) ist ein nigerianischer Fußballspieler.

## Karriere
Sasere begann seine Laufbahn in seinem Heimatland beim Ifeanyi Ubah FC, bevor er sich dem Sunshine Stars FC anschloss. Im Sommer 2019 wechselte er in die Schweiz zum Erstligisten FC Lugano. Er debütierte Ende Oktober 2019 bei der 1:3-Niederlage gegen den FC St. Gallen in der Super League, als er in der 83. Minute für Filip Holender eingewechselt wurde. Bis Saisonende kam der Mittelstürmer zu insgesamt fünf Einsätzen in der höchsten Schweizer Spielklasse. Außerdem spielte er einmal für die Tessiner Nachwuchsauswahl Team Ticino in der viertklassigen 1. Liga und schoss dabei ein Tor. Im Sommer 2020 wechselte er auf Leihbasis zum maltesischen Erstligisten Ħamrun Spartans. Bis zum Ende der Spielzeit absolvierte er 22 Partien in der Maltese Premier League, in denen er 14 Tore erzielte. Die Mannschaft gewann schlussendlich den maltesischen Meistertitel. Im Sommer 2021 wurde die Leihe um eine weitere Saison verlängert.
Sasere wechselte 2022 nach Liechtenstein zum FC Vaduz.
Nach einem Jahr in Vaduz wechselte er Ende Juli 2023 zu Újpest Budapest.